# Иван Вергунёнок
Иван Вергунёнок (укр. Іван Вергуньонок) или Ивашка Вергунёнок — полтавский казак родом из города Лубен. Второй самозванец и авантюрист, который выдавал себя за царевича Ивана Дмитриевича — сына российского правителя Лжедмитрия II и Марины Мнишек. В связи с этим Ивана Вергунёнка в некоторых работах называют лже Иван Дмитриевич II или лже-Ивашка II.
В отличие от Яна Фаустина Лубы, первого лже-Ивашки, который не предъявлял никаких претензий на Московский престол, Иван Вергунёнок, приняв царское имя около 1640 года, открыто заявлял о своих правах на Русское царство. Так, например, он пытался заручиться военной помощью то от Крымского ханства, то от Османской империи.

## Происхождение и жизнь с казаками
Иван Вергунёнок родился под полтавским городом Лубны в семье казака Вергуна. О имени матери Вергунёнка данных нет. Известно только то, что когда его отец умер, она выгнала Ивана из дома за его буйный нрав. Причиной послужило то, что Вергунёнок много пил и после этого устраивал побои своей матери.
Лишившись дома, Ивашка ушёл в Полтаву, где оставался около года, работая у казака Ивана Романова. После этого Ивашка Вергунёнок ушёл в Северский Донец, под Святые горы, где некоторое время проживал с запорожскими и донскими казаками. С Донца он перешёл на Дон. Там Иван Вергунёнок занимался воровством и охотой на кабанов. Во время одной из таких охот, около 1640 года, Вергунёнок был пленён крымскими татарами у реки Миус. Татары продали его некоему еврею в Крымский город Кафу.

## Начало карьеры самозванца
Во время жизни у еврея в неволе, Ивашка решил назваться царевичем Иваном Дмитриевичем, якобы чудом спасшимся сыном русского царя Дмитрия Ивановича и Марины Мнишек. Чтобы его история была убедительнее, Вергунёнок решил создать себе на теле «царские знаки». Он заплатил одной русской женщине, и та выжгла самозванцу на спине полумесяц и звезду. После этого лже-Ивашка открыл своему хозяину о своём царском имени.
Еврей, вероятно ища выгоду для себя, признал самозванца сыном царя Дмитрия и отправил своего гонца к крымскому хану. Хозяин стал почитать новоявленного царевича и освободил от работы. В этот период Вергунёнок начал открыто заявлять о своих претензиях на Московский престол. Лже-Ивашка II показывал «царские знаки» у себя на спине многим русским пленникам в Кафе, обещая, что как только он займёт Московский престол, то станет жаловать их и освободит от рабства. Кафские русские «тому его воровству поверя, к нему, вору, на жидовский двор ходили, есть и пить носили».
Вскоре до крымского хана добрался еврейский гонец. Узнав о самозванце, хан Мехмед IV Герай сообщил о нём в Стамбул и, около 1641 года, потребовал лже-Ивашку II к себе в Бахчисарий, где и держал «царевича» около трёх лет, дожидаясь приказов от османского султана. Тем временем самозванец стал просить у хана военной помощи для похода на Русское царство с целью добывать себе престол. Но это предприятие успеха не имело. Тогда лже-Ивашка пытался заручиться помощью архимандрита Иоакима, приехавшего в Крым из Стамбула. Самозванец, в случае воцарения, пообещал Иоакиму пожаловать тому доходы с Калужской области. Но и в этом случае Вергунёнок не добился никакой поддержки.

## В Османской империи и дальнейшая судьба
Летом 1644 года Крымский хан отослал «царевича Ивана» к туркам в Стамбул. Там, оказавшись при дворе великого визиря Мехмеда-паши, самозванец стал просить милости султана Ибрагима I и помощи в захвате Московского престола. В случае успеха лже-Ивашка пообещал передать Османской империи половину территорий Российского царства. Турецкое правительство признало самозванца истинным сыном царя Дмитрия. Его поселили при дворе великого визиря, приказав беречь его, чтобы в подходящий момент использовать лже-Ивашку II в дипломатических играх с Москвой. Так, например, османское правительство беспокоило слабые попытки России влиять на поведение донских казаков, которые ранее захватили у турок Азов и удерживали крепость в 1637—1642 годах.
В 1646 году о самозванце узнали и в Российском царстве. В то время русские послы Телепнев и Кузовлев находились в Крымском городе Кафе, ожидая весны, для отплытия в Стамбул. Целью посольства было уведомление османского султана о восшествии на престол русского царя Алексея Михайловича после смерти его отца Михаила Фёдоровича. В этот период послам и стало известно о лже-Ивашке II. Также, ещё до этих событий, летом 1644 года греческий архимандрит Амфилохий снял копию грамоты самозванца, адресованную османскому султану, и отослал в Москву. Однако эта грамота была ошибочна приписана другому самозваному царевичу — Яну Фаустине Лубе, которого допрашивали в то время в Москве.
Проведя тщательный розыск о новом самозванце в Крыму, Телепнев и Кузовлев выяснили кто скрывается под именем царевича Ивана Дмитриевича. Прибыв в Стамбул, российские послы узнали, что лже-Ивашка уже находился в османской столице. Поначалу Телепнев и Кузовлев стали осторожно собирать сведения о «воре», так как они не были уверены, что это именно тот самый «царевич Иван», о котором они узнали в Кафе. Причиной служило и то, что ещё до этих событий в Москве было известно о появлении в османской столице ещё одного самозванца — Тимофея Анкудинова, выдававшего себя за царевича Ивана Шуйского, никогда не существовавшего сына русского царя Василия IV. Этого «вора» отправил к туркам молдавский господарь Василий Лупу.
Убедившись в том, что кафский самозванец выдавал себя за сына царя Дмитрия и был прислан в Стамбул крымским ханом, русские послы стали обличать лже Ивана Дмитриевича. В частности Телепнев и Кузовлев призывали великого визиря Салиха-паши устроить тщательный розыск о самозванце, в ходе которого, уверяли послы, открылось бы, что под именем московского царевича скрывается казачий сын Ивашка Вергунёнок. Впрочем, их призывы остались без ответа. Так, визирь указывал на показание крымского хана, который, проведя розыск в Крыму, пришёл к заключению об истинности «царевича».
Всё же вскоре лже-Ивашка впал в немилость. Живя при дворе великого визиря, самозванец имел возможность свободно перемещаться на территории империи. Вергунёнок постоянно демонстрировал свой буйный нрав, он много пил «и во хмелю с бусурманами дрался». Не имея сил терпеть выходки самозванца, турецкие власти осенью 1646 года арестовали лже-Ивашку II и заключили в Кожаном городке, находящемся в трёх верстах от Стамбула. О дальнейшей судьбе самозванца ничего не известно. Вероятно, его определили гребцом на галеры, где он и провёл остаток жизни.